# Jules Verne's Rocket to the Moon
Jules Verne's Rocket to the Moon (bra Aqueles Fantásticos Loucos Voadores) é um filme britânico de 1967, do gênero ficção científica, dirigido por Don Sharp e produzido por  Alan Torres de Harry. 

## Elenco
- Burl Ives .... Phineas T. Barnum
- Troy Donahue .... Gaylord Sullivan
- Gert Fröbe .... prof. Siegfried von Bulow
- Hermione Gingold .... Angelica
- Lionel Jeffries .... sir Charles Dillworthy
- Dennis Price .... duque de Barset
- Daliah Lavi .... Madelaine
- Stratford Johns .... oficial de Justiça
- Graham Stark .... Bertram Grundle
- Terry-Thomas .... capitão Harry Washington-Smythe
- Renate von Holt .... Anna Lindstrom
- Jimmy Clitheroe .... gen. Tom Thumb
- Judy Cornwell .... Lady Electra
- Joachim Teege .... Joachim Bulgeroff
- Edward de Souza .... Henri
- Joan Sterndale-Bennett .... rainha Vitória
- Allan Cuthbertson .... cel. Scuttling
- Derek Francis .... Puddleby
- Anthony Woodruff .... apresentador